# 愛情關係 (專輯)
《爱情关系》（英語："I Love You, Honeybear"）是美国民谣音乐人喬什·提爾曼以“迷雾圣父”艺名发行的第二张录音室专辑。专辑在2015年2月2日在英国和欧洲通过Bella Union唱片发行，在世界其他地方则由Sub Pop唱片在同年2月10日发行。这张专辑也是提尔曼离开海灣之狐樂團以后的第二张录音室专辑。专辑由提尔曼和喬納森·威爾遜担任制作，由Phil Ek混音，由格雷格·卡爾比担任母带处理。专辑受到乐评界的广泛赞誉，并被多家媒体加入2015年度最佳专辑之列。

## 制作

### 录音
专辑由提尔曼和乔纳森·威尔逊担任制作，由菲尔·埃克混音，由格雷格·卡爾比在Sterling Sound录音室完成母带处理。

### 音乐
乔什·提尔曼将《爱情关系》描述为一张关于他自己的概念专辑。专辑讨论了提尔曼的个人生活，包括他如何“做出各式各样让他后悔的行为”，以及他与妻子艾玛的关系。
提尔曼称歌曲《Bored in the USA》是一首“讽刺民谣”。Pitchfork将这首歌描述为嘲讽“所有享有特权的白人男性都将他们的精神空虚视为宇宙的黑暗中心”。提尔曼在这首歌中加入了罐頭笑聲，以此来“中和令人不安的想法”。
歌曲《Chateau Lobby #4 (in C for Two Virgins)》讲述的是提尔曼和他的妻子艾玛在他们第一次见面时探索洛杉矶的故事。《True Affection》是一首电子歌曲，讲述了孤独和提尔曼“试图通过短信和电子邮件追求某人并试图以这种方式建立联系”的挫败感。《Holy Shit》写于提尔曼和他妻子结婚的当天。《Nothing Good Ever Happens at the Goddamn Thirsty Crow》分为两部分。第一部分是一首乡村蓝调歌曲，讲述了提尔曼在洛杉矶银湖区的一家名为Thirsty Crow的酒吧“拒绝主动示好的女性”的故事。第二部分是一首爵士挽歌，讲述了当提尔曼巡演时，男人们在他的酒吧里骚扰他妻子的故事。专辑的最后一首歌《I Went to the Store One Day》讲述了提尔曼和他妻子从他们在商店相遇的那天到他们去世的爱情故事。

## 发行
2014年11月3日，提尔曼在大卫·莱特曼晚间秀上表演了歌曲《Bored in the USA》。第二天，《I Love You, Honeybear》的发行日期公布。2014年12月8日，歌曲《Chateau Lobby #4 (In C For Two Virgins)》的音乐录影带发布。关于这支音乐录影带，提尔曼说：“我本来打算租一个婚礼教堂，弄来一打小猫，举办一场小猫婚礼，由我主持，并穿插我跟着这首歌对口型的表演镜头”。由于最初的想法无法实现，提尔曼谈到最终版本时说：“我不太在乎你是否喜欢这支音乐录影带。唱片公司不太喜欢它。经纪人也不太喜欢它。[…] 我是在结婚纪念日用iPad和我爱的人一起制作的。”
2015年1月27日，提尔曼推出了一个名为Streamline Audio Protocol的虚假音乐流媒体服务，他上传了《I Love You, Honeybear》的低保真版本以供流媒体播放。该版本包含整张专辑，但没有专辑实际发行版中的人声和其他乐器。提尔曼将这项服务描述为“消费者可以快速有效地决定他们是否喜欢一首音乐作品，严格基于其形式属性，足以花钱购买它”。
在Sub Pop豪华LP版本于2015年2月10日发行后不久，歌迷和唱片公司发现由于包装问题，导致唱片翘曲而损坏。2015年2月11日，唱片公司发布了一份官方声明，确认豪华版的第一版将不再提供，他们将压制一个新版本。
在同一篇文章的后面，唱片公司解释了将《I Love You, Honeybear》作为双LP发行的决定：“由于其长度和录音的宽音频频谱，我们在Sub Pop与弗瑟·约翰·米斯蒂一起决定，这张专辑在两张黑胶唱片上以45 RPM的速度剪辑听起来更好。虽然我们都更喜欢单张黑胶唱片的聆听体验，但在这种情况下，我们决定优先考虑音频质量（这是一个公认非常主观的决定）。”

## 专业评价
| 綜合得分     | 綜合得分 |
| 來源         | 評分     |
| ------------ | -------- |
|              | 8.5/10   |
|              | 87/100   |
| 評論得分     |          |
| 來源         | 評分     |
| AllMusic     | [ 14 ]   |
| 影音俱乐部   | A−       |
| 芝加哥论坛报 | [ 16 ]   |
| 卫报         | [ 17 ]   |
| Mojo         | [ 18 ]   |
| NME          | 9/10     |
| Pitchfork    | 8.8/10   |
| Q            | [ 21 ]   |
| 滚石         | [ 22 ]   |
| Spin         | 9/10     |

《I Love You, Honeybear》获得了评论界的广泛好评。在Metacritic网站上，该专辑基于34条评论获得了87分的标准分（满分100分）。评论聚合网站AnyDecentMusic?基于评论共识，给出了8.5分（满分10分）的评价。
影音俱乐部的Josh Terry表示：“（提尔曼）用悦耳的男高音嗓音和迷人而伤感的演唱表现出多样的音高和情绪，坦诚而亲切地诠释了专辑主题。”芝加哥论坛报的格雷格·科特表示：“米斯蒂的音乐用丰富的无字和声、弦乐和管弦乐流行旋律来缓冲他一些最离谱的观察，有时甚至到了他被背景音乐盖过去的地步。”Mojo杂志指出：“这张专辑有兰迪·纽曼和哈利·尼尔森风格的宏大编曲和尖刻的妙语，但最引人注目的是那些更克制的时刻。”Exclaim!的Matthew Ritchie给这张专辑打了满分，并写道：“提尔曼作为一名词曲作家的意图和感受从未如此清晰。”DIY杂志的Laura Studarus表示：“尽管他决心对传统嗤之以鼻，《I Love You, Honeybear》却发现提尔曼一头栽进了也许是最令人期待的音乐主题：‘成熟’的第二张专辑。”
卫报的亚历克西斯·彼得里迪斯称赞了这张专辑的歌词，写道：“有些时候，如果你仔细聆听，歌词不断地从尖刻的讽刺转变为悲伤的爱情宣言，真的会让你大吃一惊，尤其是在主打歌中。”Pitchfork的Mike Powell将这张专辑评为“最佳新音乐”，称其为“一张时而热情时而幻灭、时而温柔时而愤怒的专辑，如此愤世嫉俗，令人反感，又如此坦诚，令人心痛。”AllMusic的James Christopher Monger写道：“《Honeybear》有着与其前作相同的架构，但它包含了更大胆的旋律选择，并且在纯流行音乐的层面上，是两者中更具挑战性的一张LP，但它不断地奖励听众。”Spin的Brennan Carley表示：“如果提尔曼作为情人如此出色地切中要害，我们很害怕听到分手专辑。”
NME的Alex Denney表示：“这张专辑写于提尔曼与他女朋友结婚前后，它是一张雄心勃勃、极具讽刺意味的关于爱情的救赎可能性以及厌倦自己胡说八道的滑稽专辑。”另一方面，波士顿环球报的Marc Hirsh批评了这张专辑的歌词，写道：“在默认的嘲讽模式下，米斯蒂没有太多要说的；他时不时地蹦出一句尖锐的台词，但却无法将它们串联成更伟大的东西。”在一篇总体上持肯定态度的评论中，PopMatters的Sean McCarthy写道：“在经历了令人惊讶的扎实的上半场之后，《Honeybear》的下半场出现了一些滞后，要么是因为某些曲目缺乏令人难忘的副歌（《Strange Encounter》），要么是实验没有成功（参见《Bored in the U.S.A.》中的笑声罐头）。”滚石的威尔·赫尔墨斯表示：“《I Love You, Honeybear》比他2012年的首张专辑Fear Fun更具观赏性，这是一张关于爱情、婚姻和精神错乱的自传体专辑，既讽刺又富有同情心。”Q杂志指出：“仅凭其黑色幽默的歌词，《I Love You, Honeybear》就已经是一张成功的专辑。事实上，它与高超的歌曲创作相匹配，使其成为一部杰作。”

### 排名
| 出版物      | 榜单               | 排名 | Ref.   |
| ----------- | ------------------ | ---- | ------ |
| 影音俱乐部  | 2015年15佳专辑     | 5    | [ 28 ] |
| 告示牌      | 2015年25佳专辑     | 9    | [ 1 ]  |
| NME         | 2015年度专辑       | 16   | [ 29 ] |
| Pitchfork   | 2015年50佳专辑     | 12   | [ 30 ] |
| Pitchfork   | 2015年读者投票结果 | 5    | [ 31 ] |
| Rough Trade | 2015年度专辑       | 2    | [ 32 ] |
| Stereogum   | 2015年50佳专辑     | 12   | [ 33 ] |

## 商业表现
《I Love You, Honeybear》首周售出28,000张，在美国告示牌二百强专辑榜上排名第17位。这是提尔曼迄今为止单周最佳专辑销量。截至2015年7月，该专辑在美国已售出74,000张。无论是首周销量还是累计销量，黑胶唱片都约占该专辑总销量的30%。

## 曲目列表
| 《I Love You, Honeybear》曲目列表 | 《I Love You, Honeybear》曲目列表                     | 《I Love You, Honeybear》曲目列表 |
| 曲序                              | 曲目                                                  | 时长                              |
| --------------------------------- | ----------------------------------------------------- | --------------------------------- |
| 1.                                | I Love You, Honeybear                                 | 4:38                              |
| 2.                                | Chateau Lobby #4 (in C for Two Virgins)               | 2:50                              |
| 3.                                | True Affection                                        | 3:56                              |
| 4.                                | The Night Josh Tillman Came to Our Apt.               | 3:36                              |
| 5.                                | When You're Smiling and Astride Me                    | 4:34                              |
| 6.                                | Nothing Good Ever Happens at the Goddamn Thirsty Crow | 4:34                              |
| 7.                                | Strange Encounter                                     | 4:19                              |
| 8.                                | The Ideal Husband                                     | 3:35                              |
| 9.                                | Bored in the USA                                      | 4:22                              |
| 10.                               | Holy Shit                                             | 4:01                              |
| 11.                               | I Went to the Store One Day                           | 4:26                              |
| 总时长：                          | 总时长：                                              | 44:51                             |

## 制作人员
名单摘自专辑内页。
| 演奏 - 乔什·提尔曼 (所有曲目) - 乔纳森·威尔逊 (音乐家) (除第11首外) - 基弗斯·钱西亚 (除第2、11首外) - 本吉·莱萨特 (第1、4首) 编曲 - Paul Jacob Cartwright – 弦乐编曲 (第1、3、5–7、9–11首), 曼陀林编曲 (第6、11首), 间奏编曲 (第10首) - Gabriel Noel – 弦乐编曲 (第1、4、8首) - Fred Herrera – 铜管乐编曲 (第2首), 弦乐编曲 (第2首) - 乔什·提尔曼 – 铜管乐编曲 (第2首), 弦乐编曲 (第2首) | 其他音乐家 - Gabriel Noel – 弦乐 (第1、4、8首), 贝斯 (第3、9–11首) - Paul Jacob Cartwright – 弦乐 (第1、3、5–7、10首), 曼陀林 (第6首), 小提琴 (第9–11首) - Javier Rodriguez – 小号 (第2首) - Annie Barrera – 小号 (第2首) - Hector Castro – 小提琴 (第2首) - Jorge Cardenas – 小提琴 (第2首) - Daphne Chen – 小提琴 (第9–11首) - Elizabeth Bacher – 小提琴 (第9–11首) - Thomas Lea – 中提琴 (第9–11首) - Claire Courchene – 大提琴 (第9–11首) - Chavonne Stewart – 和声 (第5首) - Alethea Mills – 和声 (第5首) - Brian Walsh – 单簧管 (第6首) - 本吉·莱萨特 – 附加吉他 (第6首) - Farmer Dave Scher – 滑棒吉他 (第7首) - Andres Renteria – 康加鼓 (第7首) | 制作 - 乔纳森·威尔逊 (音乐家) – 制作, 混音 (第2、8首) - 乔什·提尔曼 – 制作 - 菲尔·埃克 – 混音 - Bryce Gonzales – 工程 - 格雷格·卡尔比 – 母带处理 设计 - Stacey Rozich – 绘画 - 艾莉亚·彭纳 – 内部艺术 - Emma Elizabeth Tillman – 照片 - Sasha Barr – 艺术指导 - 乔什·提尔曼 – 艺术指导 |

## 榜单
| 榜单 (2015年)                             | 最高 排名 |
| ----------------------------------------- | --------- |
| 澳大利亞（ARIA專輯榜）                    | 38        |
| 加拿大（《告示牌》Canadian Albums Chart） | 17        |
| 比利時法蘭德斯（Ultratop專輯榜）          | 54        |
| 比利時瓦隆（Ultratop專輯榜）              | 86        |
| 丹麥（Hitlisten專輯榜）                   | 29        |
| 荷蘭（MegaCharts專輯榜）                  | 27        |
| 法國（SNEP專輯榜）                        | 104       |
| 紐西蘭（RMNZ專輯榜）                      | 36        |
| 挪威（VG-lista專輯榜）                    | 10        |
| 瑞典（Sverigetopplistan專輯榜）           | 36        |
| 英國（OCC專輯榜）                         | 14        |
| 美国（《告示牌》200）                     | 17        |
| 美國（《告示牌》Americana/Folk Albums）   | 2         |
| 美國（《告示牌》Top Alternative Albums）  | 3         |
| 美國（《告示牌》Top Rock Albums）         | 3         |

| Chart (2015)                   | Position |
| ------------------------------ | -------- |
| US Top Rock Albums (Billboard) | 65       |

## 销售认证
| 地區                   | 认证 | 认证单位/销量 |
| ---------------------- | ---- | ------------- |
| 英国（英国唱片业协会） | 银   | 60,000‡       |
| ‡僅含認證的+實際銷量   |      |               |

## 发行历史
| 区域         | 日期          | 厂牌        | 形式        | Ref.   |
| ------------ | ------------- | ----------- | ----------- | ------ |
| 英国与欧洲   | 2015年2月9日  | Bella Union | CD 数位下载 | [ 54 ] |
| 世界其他地方 | 2015年2月10日 | Sub Pop     | CD 数位下载 | [ 2 ]  |

## 曲目列表
| 《爱情关系》曲目列表 | 《爱情关系》曲目列表                                  | 《爱情关系》曲目列表 |
| 曲序                 | 曲目                                                  | 时长                 |
| -------------------- | ----------------------------------------------------- | -------------------- |
| 1.                   | I Love You, Honeybear                                 | 4:38                 |
| 2.                   | Chateau Lobby #4 (in C for Two Virgins)               | 2:50                 |
| 3.                   | True Affection                                        | 3:56                 |
| 4.                   | The Night Josh Tillman Came to Our Apt.               | 3:36                 |
| 5.                   | When You're Smiling and Astride Me                    | 4:34                 |
| 6.                   | Nothing Good Ever Happens at the Goddamn Thirsty Crow | 4:34                 |
| 7.                   | Strange Encounter                                     | 4:19                 |
| 8.                   | The Ideal Husband                                     | 3:35                 |
| 9.                   | Bored in the USA                                      | 4:22                 |
| 10.                  | Holy Shit                                             | 4:01                 |
| 11.                  | I Went to the Store One Day                           | 4:26                 |
| 总时长：             | 总时长：                                              | 44:51                |